# Scaër
Scaër (tiếng Breton: Skaer) là một xã của tỉnh Finistère, thuộc vùng Bretagne, miền tây bắc Pháp.

## Dân số
Người dân ở Scaër được gọi là Scaërois.